# Parafia Wniebowzięcia Najświętszej Maryi Panny w Lewinie Brzeskim
Parafia Wniebowzięcia Najświętszej Maryi Panny – rzymskokatolicka parafia w Lewinie Brzeskim. Parafia należy do dekanatu Brzeg południe w archidiecezji wrocławskiej. 

## Historia parafii
Erygowana w XVI wieku. Księgi metrykalne prowadzone są od 1854 r. Kościół parafialny zbudowany w stylu neogotyckim w 1903 r., mieści się przy Alei Wojska Polskiego. Proboszczem jest ksiądz Krzysztof Dudojć.

## Liczebność i zasięg parafii
Do parafii należą wierni z miejscowości: Lewin Brzeski, Buszyce, Chorzelin, Kantorowice, Leśniczówka, Nowa Wieś Mała, Oldrzyszowice, Raski, Sarny Małe, i Stroszowice.

### Szkoły i przedszkola
- Przedszkole nr 1, al. Wojska Polskiego 13 w Lewinie Brzeskim,
- Przedszkole nr 2, ul. Narutowicza 2 w Lewinie Brzeskim,
- Publiczna Szkoła Podstawowa im. Mikołaja Kopernika w Lewinie Brzeskim.

## Inne kościoły i kaplice
- Kościół Trójcy Świętej w Buszycach,
- Kościół Świętych Apostołów Piotra i Pawła w Oldrzyszowicach,
- Kaplica św. Odrowążów w Sarnach Małych.

## Cmentarze
- Cmentarz parafialny i komunalny w Lewinie Brzeskim,
- Cmentarz parafialny w Buszycach z 1820r., dawniej ewangelicki[3],
- Cmentarz komunalny w Oldrzyszowicach.

## Wspólnoty i Ruchy
- Żywy Różaniec,
- Czciciele Miłosierdzia Bożego,
- Grupa Pielgrzymkowa,
- Rodzina Polska,
- Koło Przyjaciół Radia Maryja,
- Młodzież Ruchu Taize,
- Schola,
- Lektorzy,
- Ministranci,
- Akcja Katolicka,
- Grupa AA,
- Niepełnosprawni,
- Katolickie Stowarzyszenie Młodzieży[2].